# Common Threads: Stories from the Quilt
Common Threads: Stories from the Quilt  is een met een Oscar beloonde Amerikaanse documentaire uit 1989 van regisseurs Rob Epstein en Jeffrey Friedman.

## Inhoud
Common Threads gaat over de NAMES Project AIDS Memorial Quilt, een enorme quilt gemaakt ter nagedachtenis aan verschillende mensen die stierven aan aids. De documentaire belicht de levens en het sterven van verschillende overledenen en de arbeid die verschillende achtergeblevenen leveren aan het stukje quilt ter hunner nagedachtenis. Dit met archiefmateriaal en interviews. Common Threads kraakt een kritische noot over de reactiesnelheid van de Amerikaanse overheid op het verspreiden van de ziekte in de Verenigde Staten.
De volledige versie van Common Threads duurt 79 minuten.

## Prijzen
- Academy Award voor Beste Documentaire
- Interfilm Award - Filmfestival van Berlijn
- GLAAD Media Award - GLAAD Media Awards
- Peabody Award - Peabody Awards

## Dvd
Common Threads kwam op 8 juni 2004 in de Verenigde Staten op dvd uit.